# Nagy Frigyes (politikus)
Nagy Frigyes (Magyaróvár, 1939. június 6. –) magyar agrármérnök, közgazdász, egyetemi tanár, politikus, országgyűlési képviselő.

## Életpályája

### Iskolái
Általános és középiskolai tanulmányait Mosonmagyaróváron végezte; 1957-ben érettségizett a Kossuth Lajos Gimnáziumban. 1957–1961 között a mosonmagyaróvári Agrártudományi Egyetem hallgatója volt. 1963–1968 között a Marx Károly Közgazdaságtudományi Egyetem levelezős hallgatója volt. 1968-ban külkereskedelmi közgazdász
diplomát szerzett.

### Pályafutása
1961–1962 között a győrszentiváni mezőgazdasági TSZ-ben agronómusként dolgozott. 1962–1967 között a mosonmagyaróvári Agrártudományi Egyetem tanársegéde volt. 1967-ben doktorált. 1967–1968 között a Marx Károly Közgazdaságtudományi Egyetem agrárgazdaságtani tanszékének adjunktusa volt Vági Ferenc professzor mellett. 1968–1975 között a Lajta-hansági Állami Tangazdaság (1992-től Rt.) kereskedelmi osztályvezetője és közgazdasági főosztályvezetője, 1975–1988 között gazdasági igazgatója, 1988–1996 között vezérigazgatója volt. 1970–1972 között Tanzániában vidékfejlesztési szakértő volt. 1972–1989 között címzetes egyetemi docens, 1989-től egyetemi tanár. 1998-tól a Pannon Egyetem mosonmagyaróvári EU Oktatási és Információs Központ igazgatója. 2001-ben PhD. fokozatot szerzett. 2002-ben a Bábolna Rt. elnök-vezérigazgatója volt. 2003-ban habitált. 

### Politikai pályafutása
1962–1989 között az MSZMP tagja volt. 1994–1998 között országgyűlési képviselő volt (Mosonmagyaróvár, MSZP). 1994–1998 között az európai integrációs ügyek bizottságának alelnöke volt. 1996–1998 között Magyarország földművelésügyi minisztere volt.

## Családja
Szülei: Nagy József (1901–1995) és Szűcs Erzsébet (1909-?) voltak. 1962-ben házasságot kötött Horváth Magdolna tanítónővel. Egy lányuk született: Zsuzsa (1966) hegedűművész.

## Díjai, kitüntetései
- Nagyváthy János-díj (1995)[1]
- Pro Urbe Mosonmagyaróvár (1999)
- FAO ezüstérem (2008)
- A Magyar Érdemrend parancsnoki keresztje (2009)[2]
- Aranydiploma (2011)